# Галушко Тетяна Володимирівна
Тетяна Володимирівна Галушко (нар. 27 січня 1941, місто Проскурів, тепер місто Хмельницький Хмельницької області) — українська радянська діячка, намотувальниця котушок трансформаторів Хмельницького заводу трансформаторних підстанцій Хмельницької області. Депутатка Верховної Ради СРСР 7-го скликання.

## Біографія
Народилася в родині робітників. Освіта середня: закінчила Хмельницьку середню школу № 1. Член ВЛКСМ.
У 1959—1960 роках — підсобна робітниця, комплектувальниця високовольтної апаратури, з 1960 року — намотувальниця котушок трансформаторів Хмельницького заводу трансформаторних підстанцій Хмельницької області.
Потім — на пенсії в місті Хмельницькому. Голова міської організації «Українська громада міста Хмельницького» та голова Хмельницької обласної організації Всеукраїнського об'єднання ветеранів.